# Jeremy Browne
Jeremy Browne (* Islington, 17 de mayo de 1970 es un político británico miembro del Partido Liberal Demócrata Desde el 12 de mayo de 2010 es Ministro del Foreign Office.

## Biografía
Browne nació en Islington, Londres. Estudió en Bedales School y luego en la Universidad de Nottingham. 

## Carrera política
En 2005 fue elegido miembro de la Cámara de los Comunes por el distrito de Taunton y en 2010 es reelegido miembro del Parlamento por Taunton Deane.